# NGC 6767
NGC 6767 – gwiazda podwójna znajdująca się w gwiazdozbiorze Lutni. Zaobserwował ją Gerhard Lohse w 1886 roku i błędnie skatalogował jako obiekt typu „mgławicowego”.